# Batalha de Cresson

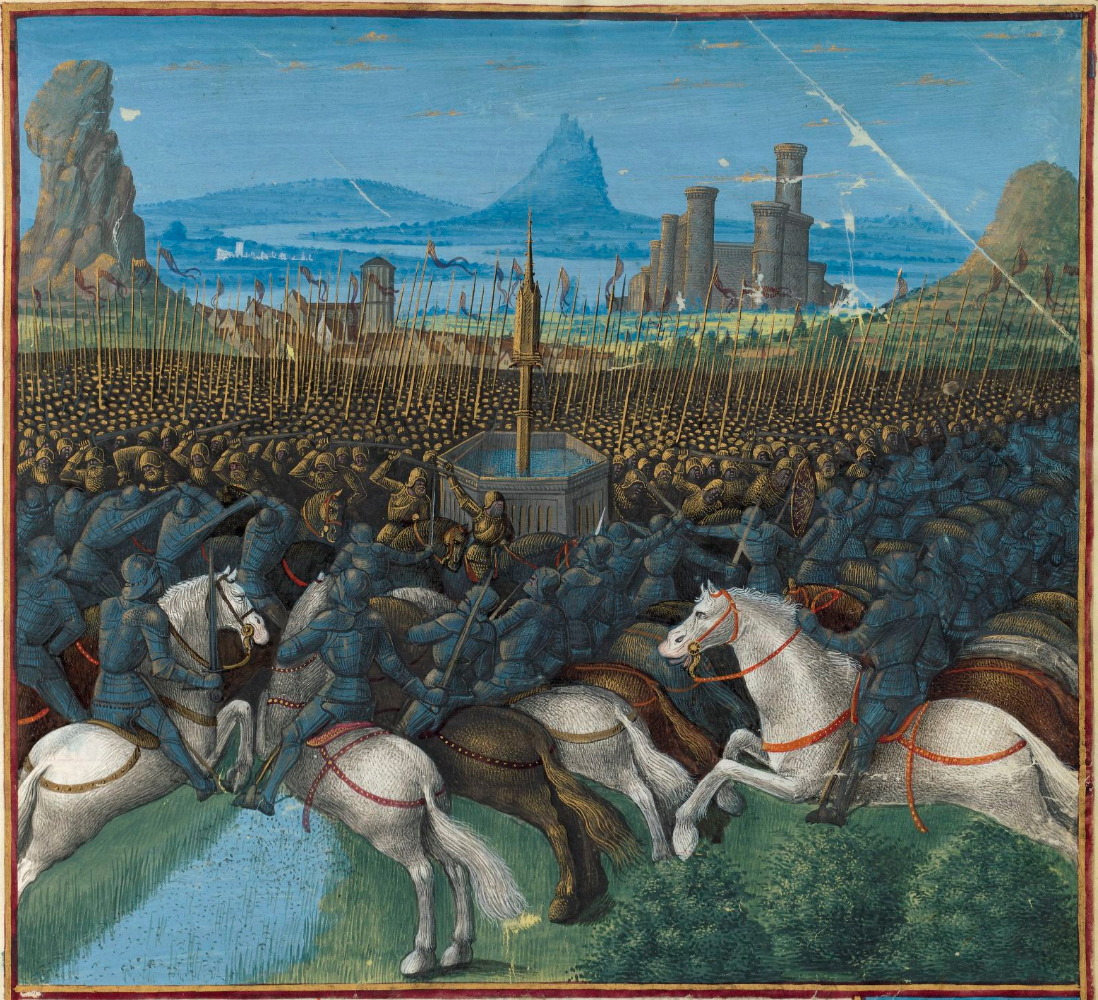
A Batalha de Cresson, miniatura de Jean Colombe, em Passages d'outremer ca. 1474

Batalha de Cresson foi uma pequena batalha entre as forças francas e aiúbidas em 1º de maio de 1187 na "Fonte do Cresson". Embora a localização exata da fonte seja desconhecida, ela está localizada nos arredores de Nazaré. O conflito foi um prelúdio para a derrota decisiva do Reino de Jerusalém na Batalha de Hatim, dois meses depois.

## Localização
A localização exata da nascente ainda é contestada. Fontes primárias colocam a fonte perto de Nazaré. O arqueólogo israelense Rafi (Rafael Y.) Lewis acredita que as fontes de Cresson podem estar perto das fontes de Séforis, devido à descoberta de pontas de flechas francas perto do local em 2021. O arqueólogo britânico Denys Pringle sugere que a fonte pode se referir a 'Ain ad-Daya: uma fonte que fica mais perto da estrada Nazaré-Tiberíades, aproximadamente quatro quilômetros a oeste de Kafr Sabt.

## Contexto
Instabilidade dinástica e divisões internas permearam o Reino de Jerusalém nos anos que antecederam e se seguiram à morte de Balduíno IV, que sofria de lepra e nomeou vários regentes executivos durante seu reinado ( Reinaldo de Chatillon em 1177; Guido de Lusignan em 1183) para liderar os exércitos francos em seu lugar. Quando a saúde de Balduíno piorou novamente no início de 1185, ele nomeou o Conde Raimundo III de Trípoli como regente, que aceitou com a condição de que todos os membros do Supremo Tribunal jurassem que, caso o rei e o herdeiro morressem, a sucessão seria decidida por uma arbitragem entre o Papa, o Sacro Imperador Romano, o Rei da França e o Rei da Inglaterra. Quando Balduíno IV morreu em 1185, seguido por seu sobrinho Balduíno V em 1186, houve uma crise de sucessão. O partido de Sibila assumiu o controle da capital e a coroou, ignorando o juramento feito diante da regência de Raimundo. Para apaziguar os barões dispostos a apoiá-la, mas não a seu marido Guido, ela aceitou se divorciar dele sob a condição de ser livre para escolher seu próximo marido. Então, num movimento impopular, Sibila coroou Guido como rei em vez de se divorciar dele. Confrontados com o facto consumado da coroação, todos os barões submeteram-se, excepto Balduíno de Ramla e Raimundo, que se recusaram a jurar fidelidade a Guido. Balduíno de Ramla abdicou do seu feudo em favor do seu filho menor e exilou-se voluntariamente, em vez de jurar fidelidade a Guido de Lusignan; Raimundo retirou-se para o seu feudo de Tiberíades e pediu a Saladino que fornecesse tropas muçulmanas contra um possível ataque do rei que ele se recusou a reconhecer.
Saladino, por sua vez, vinha consolidando o poder durante o reinado de Balduíno IV. Suas campanhas bem-sucedidas em Mosul, Alepo e Egito resultaram no reconhecimento de seu sultanato pelo califado abássida. Saladino retornou a Damasco após a queda de Mosul, tendo agora colocado o império de Noradine sob seu controle desconfortável. Em 1185, Saladino assinou um tratado de trégua com os francos sob o então regente Raimundo; no entanto, antes do término do tratado, Reinaldo capturou uma caravana de muçulmanos que viajava do Cairo para Damasco naquele inverno. Quando Saladino exigiu reparação, o rei Guido tentou fazer Reinaldo fazê-lo, mas ele recusou o pedido do rei alegando que era soberano absoluto de suas terras e não tinha trégua com Saladino. Em resposta, Saladino lançou uma ofensiva contra o castelo de Reinaldo em Caraque em 1187, deixando seu filho al Melik al-Afdal como comandante de um contingente em Re'sulma.

## Prelúdio
Em resposta à ameaça iminente de Saladino, Guido reuniu o Supremo Tribunal em Jerusalém. Uma delegação de Geraldo de Ridefort, mestre dos Cavaleiros Templários ; Roger de Moulins, mestre dos Cavaleiros Hospitalários ; Balian de Ibelin, Josicus, Arcebispo de Tiro ; e Reginal Grenier, senhor de Sídon, foram selecionados para viajar a Tiberíades para fazer as pazes com Raimundo. Enquanto isso, Lavendálio reuniu um grupo de ataque para saquear as terras ao redor de Acre, enquanto Saladino sitiava Caraque. Lavendálio despachou Muzzafar ad-Din Gökböri, emir de Edessa, para liderar esta expedição, acompanhado por dois emires de alto escalão, Qaymaz al-Najami e Dildirim al-Yarugi. Sabendo que suas tropas estavam prontas para entrar no território de Raimundo, Saladino concordou que o grupo invasor passaria apenas pela Galileia a caminho de Acre, deixando as terras de Raimundo intocadas. Em fontes francas, este grupo de ataque consistia em aproximadamente 7 mil homens; no entanto, os historiadores modernos acreditam que 700 homens é mais preciso.

## Batalha
Em 30 de abril, o grupo de ataque aiúbida passou pelo território de Raimundo sem impedimentos, antes de seguir para o oeste em direção a Nazaré. No mesmo dia, Geraldo e Roger chegaram ao castelo templário de La Fève, perto de Nazaré. Balian parou em seu feudo de Nablus e Reginaldo tomou uma rota alternativa. O De expugnatione Terrae Sanctae libellus (doravante "o Libellus "), uma crônica latina contemporânea, afirma que vigias em Nazaré alertaram Geraldo e Roger sobre os invasores aiúbidas. O Lyon Eracles, uma crônica francesa média escrita pelo escudeiro de Balian, Ernoul, redime Raimundo – dizendo que ele os havia avisado sobre o ataque. Nazaré, estando fora do controle de Raimundo, não teve conhecimento do acordo de Raimundo com Saladino. Geraldo e Roger reuniram um pequeno exército composto pelos cavaleiros de Nazaré e pelas guarnições dos Templários de Qaqun e al-Fulah para enfrentar a ameaça aiúbida. Esta força contava com cerca de 130 cavaleiros, um número desconhecido de turcopoles e sargentos, e até 400 soldados de infantaria.
Na manhã de 1º de maio, o exército franco partiu de Nazaré para o leste e encontrou o grupo de invasores aiúbidas nas fontes de Cresson. A cavalaria franca lançou uma ofensiva inicial, pegando as forças aiúbidas desprevenidas. No entanto, isso separou a cavalaria franca da infantaria.

## Consequências
Tanto os cronistas aiúbidas quanto os francos registram uma atitude franca predominantemente negativa em relação a Raimundo após a batalha. A trégua de Raimundo com Saladino foi vista como uma traição política e religiosa. Como resultado desta reação, Raimundo cortou os seus laços diplomáticos com Saladino e regressou a Jerusalém com os restantes enviados para prometer o seu apoio a Guido. Embora a batalha tenha reconciliado as facções dentro da nobreza franca, esta unidade política custou aos francos uma série de cavaleiros influentes: o Mestre Hospitalário Roger de Moulins, o Marechal Templário Robert Fraisnel, o Templário Jacquelin de Maillé e, plausivelmente, o Senescal Templário Urs de Alneto.
A reviravolta de Raimundo levou Saladino a abandonar o cerco de Caraque. Em 27 de maio, ele juntou suas forças com Lavendálio e Gökböri em Ashtera, no sul da Síria. Com uma força combinada de aproximadamente 20 mil homens, Saladino cruzou o Rio Jordão em 26 de junho. Quatro dias depois, ele sitiou Tiberíades. Isso levou Guido, Raimundo e Reinaldo a marchar para o norte para socorrer a cidade. As forças francas foram derrotadas na Batalha de Hatim em 4 de julho. Em outubro de 1187, Saladino havia capturado Jerusalém.

## Considerações historiográficas
A Batalha de Cresson é encontrada em crônicas contemporâneas; no entanto, esses relatos diferem consideravelmente e ainda precisam ser totalmente reconciliados pelos historiadores. O Libellus faz um relato circunstancial da batalha. No entanto, o Itinerarium latino é geralmente preferido pelos historiadores dada a sua contemporaneidade com a própria batalha.
A Continuação em Francês Antigo de Guilherme de Tiro (datada da década de 1230 em sua forma atual) inclui um relato do escudeiro de Balian, Ernoul. Ernoul não estava presente na batalha, mas registrou as consequências dela vários anos depois. Uma cópia de seu relato do final do século XIII, o Lyon Eracles, culpou Geraldo pela derrota franca. Os estudos atuais redimiram Geraldo, acreditando que o relato negativo refletia a desconfiança contemporânea dos Templários e não era indicativo da destreza de Geraldo em Cresson.
A crônica de ibn Al-Athir contém um relato da batalha que concorda em grande parte com as fontes latinas. A principal diferença entre as duas narrativas diz respeito ao tamanho das forças aiúbidas. Ibn Al-Athir descreve a batalha como uma escaramuça muito menor do que os relatos latinos. Contrariamente a estas narrativas, a biografia de Saladino feita por Baha ad-Din ibn Shaddad relata que Gökböri esteve em Alepo nos meses que antecederam Hatim e não menciona o seu envolvimento em Cresson.